# Jerry Fleishman
Jerome « Jerry » Fleishman, né le 15 février 1922, à New York, décédé le 20 juillet 2007, à Boca Raton, en Floride, est un ancien joueur américain de basket-ball. Il évolue durant sa carrière aux postes d'arrière et d'ailier.

## Palmarès
- Champion ABL 1945, 1951
- Champion BAA 1947